# Rasvereniging (hond)
Een rasvereniging is bij honden een organisatie die de belangen van de fokkers en/of de houders van een of enkele hondenrassen behartigt.
In de kynologie spelen de rasverenigingen een belangrijke rol. Zij behartigen de belangen van een ras, geven voorlichting en informatie over hun ras, stellen fokreglementen op om de gezondheid en het welzijn van hun ras te waarborgen.
Anderzijds zorgen rasverenigingen, juist door het in de zogenaamde rasstandaard vasthouden aan bepaalde rasspecifieke kenmerken, ook voor veel gezondheidsproblemen bij rashonden. Zoals de korte snuit bij rassen als de mopshond, of de buldog, die voor ademhalingsproblemen zorgt, of de shar-pei, die door de overmatige huid extra gevoelig is voor entropion.
Verder geeft de rasvereniging informatie over pups aan toekomstige eigenaren of zorgen voor de herplaatsing van oudere honden. Verder organiseren de rasverenigingen belangrijke tentoonstellingen (in Nederland de kampioenschapsclubmatches) en bij sommige rassen ook (werk)wedstrijden.  
De rasverenigingen zijn in de regel aangesloten bij een overkoepelende organisatie per land, zoals de Raad van Beheer op Kynologisch Gebied in Nederland. In Nederland kunnen er naast de officiële bij de Raad van Beheer aangesloten rasverenigingen ook niet-officiële rasverenigingen bestaan.
De meeste rasverenigingen richten zich op één ras, maar soms vormen een aantal weinig voorkomende rassen samen een vereniging. Daarnaast zijn er organisaties die zich bezighouden met het organiseren van evenementen voor een hele rasgroep. Ten slotte zijn enkele rassen ook op internationaal niveau georganiseerd.
Hoewel de rasstandaard voor een specifiek ras opgesteld wordt door overkoepelende landelijke en Europese en Amerikaanse organisaties spelen rasverenigingen een rol door voorstellen tot wijziging en aanpassing in te dienen. Een aantal rasverenigingen werkt met een rastype wat inherent soms gezondheidsproblemen geeft (bijvoorbeeld brachycefale rassen als pekingees of extreem grote rassen met bijbehorende heup- en gewrichtsproblemen). Hier wringt zich het streven naar een bepaald exterieur en de wenselijkheid hiervan voor een gezond fenotype.
In Nederland is de oudste rasvereniging de Nederlandse Duitse Doggen Club die is opgericht op 1 oktober 1893.